# مرگ مغزی (مجموعه تلویزیونی)
مرگ مغزی (انگلیسی: BrainDead) یک مجموعه تلویزیونی علمی تخیلی طنز سیاسی آمریکایی است. مجموعه تلویزیونی کمدی-درام که توسط رابرت کینگ و میشل کینگ ساخته شده‌است. این مجموعه تلویزیونی در ۱۳ ژوئن ۲۰۱۶ توسط سی‌بی‌اس به نمایش درآمد. شبکه سی‌بی‌اس مجموعه مرگ مغزی را در ۱۷ اکتبر۲۰۱۶، پس از یک فصل لغو کرد.